# Do-ocracy
Do-ocracy (Mischform aus engl. Do und Democracy) ist eine Organisationsform, in der Individuen selbständig ihre Aufgaben aussuchen und ausführen. Verantwortlichkeiten liegen bei den handelnden Personen und nicht bei gewählten oder bestimmten Posten. Ursprünglich wurde dieses Modell von der US-amerikanischen Libertarian Party von Sean Haugh und Michael Gilson-De Lemos vorgestellt. Es wird heutzutage vor allem von der Open-Source- und Wikibewegung benutzt.